# Lepthyphantes iranicus
Lepthyphantes iranicus är en spindelart som beskrevs av Michael Ilmari Saaristo och Andrei V. Tanasevitch 1995. Lepthyphantes iranicus ingår i släktet Lepthyphantes och familjen täckvävarspindlar.
Artens utbredningsområde är Iran. Inga underarter finns listade i Catalogue of Life.